# فیلیپس ووورمان
فیلیپس ووورمان (به هلندی: Philips Wouwerman) نقاش اهل هلند در دوران طلایی بود. او بیشتر به نقاشی از لحظه‌های شکار، چشم‌اندازها و صحنه‌های نبرد می‌پرداخت.